# DIMA
DIMA (een afkorting voor Dutch Interactive Media Associates) was een Nederlandse computerspelontwikkelaar uit de jaren 90 van games voor de Philips CD-i.
Het bedrijf uit Rotterdam had van Philips als doelstelling gekregen om low-budget CD-i games te ontwikkelen in relatieve korte productieperiodes. Onder de naam DIMA ontwikkelde de studio voor Philips de spellen Family Games I, Family Games II en Christmas Crisis voor de CD-i. Toen de CD-i flopte kreeg DIMA geen opdrachten meer van Philips en gingen ze failliet.
De eigenaren besloten daarop een nieuwe onafhankelijke gamestudio op te zetten onder de naam Creative Media. Onder deze naam werden de spellen Christmas Country, Tetsuo Gaiden en Whack A Bubble voor de CD-i uitgebracht. Christmas Country kreeg de International CD-i Association Award in de categorie 'Home Entertainment Children'. In 1996 begon Creative Media ook aan de ontwikkeling van games voor pc-cd-rom en Sony PlayStation, maar deze werden nooit afgerond omdat de studio in 1997 door tegenvallende opbrengsten de deuren moest sluiten. De laatste game, Whack A Bubble, werd uitgebracht door New Frontier. Daarna werd Creative Media verkocht aan aandeelhouder Creative Action.
Na een tijdje in de IT-wereld te hebben gewerkt, startten de oprichters van Creative Media in 2000 een nieuw bedrijf onder de naam Codeglue, dat is gericht op de ontwikkeling van mobiele games en applicaties. Codeglue kreeg veel lof voor het Xbox Live-game Rocket Riot (2009).

## Ontwikkelde computerspellen
- Family Games I (CD-i, 1995)
- Family Games II: Junk Food Jive (CD-i, 1995)
- Christmas Crisis (CD-i, 1995)
- Christmas Country (CD-i, 1996)
- Tetsuo Gaiden (CD-i, 1997)
- Whack A Bubble (CD-i, 1997)
- Joe Guard (CD-i, protoype)[7]